# Mariánské Hory
Mariánské Hory (łac. do 1901 Diaboli villa, niem. Teufflsdorf lub Teufelsdorf, Ellgoth, od roku 1901 Marienberg) – jedna z 37 części miasta statutarnego Ostrawy, stolicy kraju morawsko-śląskiego, we wschodnich Czechach, tworzy część obwodu miejskiego Mariánské Hory a Hulváky w morawskiej części miasta. Jest to także jedna z 39 gmin katastralnych o powierzchni 560,0335 ha. Populacja w 2001 wynosiła 11879 osób, zaś w 2012 odnotowano 1046 adresów.

## Demografia[2]
| Rok             | 1869 | 1880 | 1890 | 1900 | 1910  | 1921  | 1930  | 1950  | 1961  | 1970  | 1980  | 1991  | 2001  |
| --------------- | ---- | ---- | ---- | ---- | ----- | ----- | ----- | ----- | ----- | ----- | ----- | ----- | ----- |
| Liczba ludności | 428  | 472  | 1154 | 7571 | 11040 | 12513 | 13579 | 13555 | 19780 | 14119 | 14338 | 13594 | 11879 |

## Historia
Mariánské Hory powstały pod koniec XIII wieku. Pierwotna nazwa w postaci Čertova Lhota (lub Čertova Lhotka) przetrwała aż do początku XX wieku. Przez to, że za rzeką Odrą znajdowała się inna Lhota zaczęto nazywać ją Závodní Lhota, zaś tutejsza dostała nazwę Čertova Lhota. Pierwsza pisemna wzmianka pochodzi z 1367, mówi o biskupim lenniku Herešu z Čertovej Lhotki (Herscho de Teufflsdorf). W 1380 wzmiankowana jest jako Czrtowalhota. W 1539 wieś stała się własnością miasta Ostrawy, co trwało aż do 1848. W dobie uprzemysłowienia Ostrawy i okolic, powstały tu m.in. koksownia, rafineria i inne pomniejsze zakłady przemysłowe. Zwiększała się liczba ludności. Według austriackiego spisu ludności z 1900 roku gmina Ellgoth/Lhotka miała 536 hektarów i liczyła 7571 mieszkańców, z czego 5031 było częskojęzycznymi, 348 niemieckojęzycznymi a 2026 posługiwało się innymi językami (głównie polskim), 7212 było katolikamim 208 ewangelikami, 150 żydami. W 1921 ponad 95% stanowili już Czesi. W międzyczasie z użycia wyszła pierwotna nazwa miejscowości, w 1901 miejscowy urzędnik Jan Grmela zmienił nazwę gminy na Mariánské Hory, co został później zaakceptowane przez wiedeńskie ministerstwo. Dzięki temu samemu politykowi w 1906 miejscowość uzyskała prawa miejskie. Miasto Mariánské Hory zostało przyłączone do miasta Morawskiej Ostrawy w 1924.